# Piero Sardelli
Piero Sardelli (San Gimignano, 27 novembre 1913 – Colleferro, 18 giugno 1996) è stato un tenore italiano.
È stato tra gli artisti italiani più apprezzati in tutto il mondo grazie alle sue capacità vocali e musicali ed ha consumato la sua carriera tra il 1940 e il 1954.

Ha lavorato al fianco dei più celebri artisti del panorama lirico internazionale dell'epoca tra cui Mafalda Favero, Renata Tebaldi, Emma Tegani, Maria Callas, Maria Caniglia, Rolando Panerai, Afro Poli, Carlo Tagliabue, Antonino Votto.

## Biografia
Le origini
Piero Sardelli era figlio di Egisto e Maria Sardelli, dal cui matrimonio nacquero anche i suoi tre fratelli Dino, Gino e Lido. Il padre e la madre facevano i contadini in una frazione di San Gimignano e quest'ultima si dilettava a cantare a livello amatoriale nelle occasioni familiari o di paese. Sardelli affinava la propria dote lavorando nei campi. Egli si occupava prevalentemente del bestiame. La Domenica cantava in Chiesa e lo chiamavano a cantare ai matrimoni in occasione delle serenate. Un giorno il caso volle che ad ascoltare l'ormai ventisettenne Sardelli ci fosse la Contessa Fazzini, appassionata di lirica, e prese il giovane sotto la sua tutela. Regalò lui un anello per sigillare il loro legame e un pianoforte. Lo iscrisse all'Accademia Chigiana, sotto la tutela del Conte Guido Chigi Saracini, fondatore dell'Accademia Chigiana nel 1932. Si diplomò in arte scenica e canto.
La carriera
A trent'anni debuttò al Maggio Musicale fiorentino con “Il Matrimonio Segreto” di Cimarosa intraprendendo successivamente, sempre col Maggio Musicale, una tournée in Germania.
Nel 1940, il 4 novembre, portò in scena nel Teatro Comunale Vittorio Emanuele II di Firenze “Il Matrimonio Segreto”, melodramma giocoso in due atti di Cimarosa, diretti ad Luigi Colonna, regia di Giulia Tess, scenografia di Gianni Vagnetti. Sardelli vestiva i panni di Paolino, accompagnato dai soprani lirico leggero Eleonora Antonacci (Carolina) e leggero-soubrette Elda Zupo (Elisabetta), mezzosoprano leggero buffo Fedora Barbieri (Fidalma), bassi lirico-leggero Carlo Gasperini (conte Robinson) e buffo Vito de Taranto (Geronimo).

La stessa formazione fu, Martedì 12 novembre dello stesso anno, al Teatro delle Arti di Roma, il 16 al Politeama Garibaldi di Palermo, il 22 dicembre al teatro di Corte del Palazzo Reale di Caserta, il 16 febbraio del 1941 vi è la ripresa nel Neues Deutsches Landestheater di Praga, il 20 dello stesso mese nella Opernhaus di Chemnitz (Sassonia), il 1 marzo del 1941 nello Staatstheater (Krakòwy Opera) di Cracovia e pochi giorni dopo nel Barmer Stadttheater di Wuppertal-Barmen, ma da questa tappa Carolina è interpretata da Elda Ribetti ed Elisabetta da Teresa Abate; il Conte Robinson è Leone Paci e buffo Giulio Tolomei.

Il 5 marzo del 1942 fu al Teatro Comunale Vittorio Emanuele II di Firenze con “La Boheme” di Puccini, diretti da Hans Swarowsky, Maestro del Coro Andrea Morosini, regia di Ugo Bassi, scenografia di Aldo Calvo.
Il 13 ottobre del 1944 fu al Teatro Donizetti di Bergamo con “Lucia di Lammermoor” di Gaetano Donizetti, diretto dal maestro Giuseppe Podestà, maestro del Coro Gino Zanoni, regia di Ciro Scafa, scenografia Ercole Sormani. Sardelli interpretò Artro Buklaw, tenore lirico-eroico. Lucia e Alisa sono rispettivamente interpretate dai soprani Lina Aimaro Bertasi e Maria Franceschini. Edgardo è Renzo Pigni e Normanno è Nino Porti. Il baritono lirico che interpretava Enrico Ashton era il celeberrimo Afro Poli. Basso serio era Giuseppe Modesti (Raimondo).
Il 24 ottobre dello stesso anno furono nello stesso Teatro Donizetti con “La Boheme” di Puccini. Piero Sardelli, oltre a Rodolfo interpretò anche Parpignol, è accompagnato dalla straordinaria Mafalda Favero. Musetta è Eugenia Vaiani; baritono lirico Gino Vanelli (Marcello), buffo Leonida Basi (Schaunard), e Enrico Corti (Alcidoro), bassi Giuseppe Modesti (Colline), buffo Domenico Voltan (Benoit e (sergente/doganiere).
Il 23 giugno del 1945 fu sempre al Teatro Donizetti di Bergamo con il “Rigoletto” di Francesco Maria Piave, diretto da Alfredo Strano, maestro del Coro Gino Zanoni, regia di Augusto Cardi, scenografia di Ercole Sormani.
Il 17 ottobre del 1945 fu al teatro dell'Opera di Roma di nuovo per il “Rigoletto”, diretto da Graziano Mucci, maestro del Coro Giuseppe Conca, regia di Bruno Nofri, coreografia di Regina Colombo, scenografia di Camillo Parravicini.
Il 25 dicembre del 1946 fu al Teatro Regio di Parma con la “Bohème” di Puccini, diretto da Luigi Cantoni, maestro del Coro Everardo Bernardelli, regia di Franco Casavola, scenografia di Ercole Sormani.
Il 5, 7 e 8 giugno del 1947 ci fu la prima rappresentazione (per il 10º Maggio Musicale Fiorentino) nel Giardino di Boboli di Firenze di “La Boheme” di Puccini diretta da Arturo Lucon, maestro del Coro Andrea Morosini, regia di Ugo Bassi.
Il 2 luglio del 1947 fu al Teatro Metastasio di Prato con la “Boheme” di Puccini diretto da Federico de Sanctis.
Nel 1946, presso il Teatro La Pergola di Firenze venne rappresentata la "Madama Butterfly" di Giacomo Puccini, con Anna Leonelli, Alberto Lotti, Emilio Ghirardini e Andrea Morosini. Sempre nello stesso anno, ma quattro mesi dopo, a Dicembre, due date presso il Teatro Regio di Parma, con l'Orchestra e il coro del Teatro Regio, per le scene di Ercole Sormani, diretti dal Maestro Luigi Cantoni, la regia di Franco Casavola, maestro del coro Everardo Bernardelli. Piero Sardelli interpretava Rodolfo accanto a Scipione Colombo (Marcello), Attilio Barbesi (Schaunard), Bruno Carmassi (Colline), Giulio Zecca (Benoit), Antonio Baldo (Alcindoro), Vera C. Montanari (Mimì), Ornella Rovera (Musetta), Gino Gasperi (Parpignol), Pasquale Lombardo (Sergente dei Doganieri).
Per la stagione lirica estiva del 1946 presso il Teatro Giardino interpretò nei panni di Alfredo Germont, insieme con Maria Caniglia (Violetta Valery) e Paolo Silveri (Giorgio Germont), la "Traviata", con il maestro concertatore e direttore Pino Donati e il maestro del coro Amedeo Barbieri.
Il 20 aprile del 1947, presso il Teatro Verdi di Firenze, misero in scena “Vindice” di Francesco Morini, con Anna Leonelli, Camillo Righini, Rolando Panerai, diretti da Nino Gaioni.
Il 18 ottobre del 1947 vennero messe in scena due recite al Teatro della Pergola di Firenze “I Pagliacci” di Ruggero Leoncavallo, con Rolando Panerai (Tonio), Maria Luisa Gemelli (Nedda), Giacomo Carli (Beppe), diretti da Nino Gaioni. Sardelli interpretava Canio.
Il 16 marzo del 1948 Piero Sardelli fu a Pavia al Teatro Fraschini, con di nuovo “La Vindice” di Francesco Morini con Rolando Panerai (Gianni), Nora de Rosa, diretti da Alfredo Strano.
Il 16 maggio del 1948 fu al Teatro Ventidio Basso di Ascoli Piceno con "Cavalleria Rusticana" di Pietro Mascagni, con Rolando Panerai (Alfio), con Germana di Giulio (Santuzza), Aida Londei (Lola), e Sardelli (Turiddu), diretti da Ottavio Ziino.
Stessa formazione al Teatro Verdi a San Severo (Foggia).
Il 5 settembre del 1953 ci fu la ripresa nel Teatro Metastasio di Prato di Madama Butterfly di Giacomo Puccini, diretta da Erasmo Ghiglia Soprano lirico-drammatico coloratura Rosetta Noli (Butterfly), tenore lirico Piero Sardelli (Sharpless), i bassi Primo Fazzini (zio Bonzo) e Mario Frosini (Yamadory/Yakusidè) e (commissario imperiale/ufficiale di Stato Civile).
Nel 1953 fu scritturato ne "La Gioconda" per il Carro di Tespi di Roma. Nel 1954 cantò al Teatro Regio di Torino ”La Traviata”.

## Filmografia
Nel 1953 fu girato il film "La favorita", che vedeva interprete la giovanissima Sophia Loren, alla sua prima esperienza cinematografica. Cesare Barlacchi, Palmira Vitali Marini, che prestava la sua voce al volto della Loren, Gino Sinimberghi, volto della voce di Piero Sardelli, Franca Tamantini, Miriam di Giove, Paolo Silveri.

## Curiosità
- Nel 1984, insieme al Maestro Nello Segurini, inventore alla RAI dell'Orchestra Ritmo Sinfonica, decisero di fondare l'Associazione C.A.M.I. Centro Artistico Musicale Italiano. Il libro sulla biografia del tenore Piero Sardelli dal titolo “La voce prima del Silenzio” rappresenta il primo lavoro editoriale dell'Associazione nata per volontà del tenore.
- Esiste una raccolta epistolare tra il tenore ed il suo tutore il Conte Chigi Saracini di circa 185 lettere, conservate presso la Biblioteca dell'Accademia Chigiana di Siena.

Il 24 novembre 2012 presso il delizioso teatro dei Leggieri di San Gimignano, è stata messa in scena una rilettura de “La Bohème” di Giacomo Puccini nella quale il giovane regista Igor Geat ha intrecciato la singolare vicenda biografica del tenore alla condizione esistenziale dei celebri artisti della Bohème.
In scena un coinvolgente caratterista toscano Alessio Sardelli nelle vesti di Piero e Marcello, la coreografa e danzatrice Francesca Ferrari, nipote del tenore nel ruolo di Musetta, il soprano Francesca Rini nel ruolo di Mimi e il tenore Simone Di Giulio nel ruolo di Marcello, sapientemente diretti dal Maestro Concertatore Domenico Poccia del Conservatorio Santa Cecilia di Roma.